# Cyrtodactylus
Cyrtodactylus é um género de répteis escamados da família Gekkonidae. Os membros deste género são essencialmente noturnos e terrestres. Podem ser encontrados no sul da Ásia, na Indonésia, em África e em algumas ihas das Filipinas.

## Espécies
- Cyrtodactylus adleri
- Cyrtodactylus agusanensis
- Cyrtodactylus angularis
- Cyrtodactylus annulatus
- Cyrtodactylus aravallensis
- Cyrtodactylus baluensis
- Cyrtodactylus basoglui
- Cyrtodactylus biordinis
- Cyrtodactylus brevipalmatus
- Cyrtodactylus cavernicolus
- Cyrtodactylus collegalensis
- Cyrtodactylus condorensis
- Cyrtodactylus consobrinoides
- Cyrtodactylus consobrinus
- Cyrtodactylus darmandvillei
- Cyrtodactylus deccanensis
- Cyrtodactylus derongo
- Cyrtodactylus deveti
- Cyrtodactylus elok
- Cyrtodactylus feae
- Cyrtodactylus fraenatus
- Cyrtodactylus gubernatoris
- Cyrtodactylus hidupselamanya
- Cyrtodactylus ingeri
- Cyrtodactylus interdigitalis
- Cyrtodactylus intermedius
- Cyrtodactylus irianjayaensis
- Cyrtodactylus irregularis
- Cyrtodactylus jarujini
- Cyrtodactylus jellesmae
- Cyrtodactylus khasiensis
- Cyrtodactylus laevigatus
- Cyrtodactylus lateralis
- Cyrtodactylus loriae
- Cyrtodactylus louisiadensis
- Cyrtodactylus malayanus
- Cyrtodactylus malcomsmithi
- Cyrtodactylus mansarulus
- Cyrtodactylus marmoratus
- Cyrtodactylus matsuii
- Cyrtodactylus mimikanus
- Cyrtodactylus nebulosus
- Cyrtodactylus novaeguineae
- Cyrtodactylus oldhami
- Cyrtodactylus papilionoides
- Cyrtodactylus papuensis
- Cyrtodactylus peguensis
- Cyrtodactylus philippinicus
- Cyrtodactylus pubisulcus
- Cyrtodactylus pulchellus
- Cyrtodactylus quadrivirgatus
- Cyrtodactylus redimiculus
- Cyrtodactylus rubidus
- Cyrtodactylus sadleiri
- Cyrtodactylus sermowaiensis
- Cyrtodactylus stoliczkai
- Cyrtodactylus sworderi
- Cyrtodactylus tibetanus
- Cyrtodactylus tiomanensis
- Cyrtodactylus variegatus
- Cyrtodactylus walli
- Cyrtodactylus wetariensis
- Cyrtodactylus yoshii